# Vi Hoa
Vi Thị Hoa (sinh năm 1965) nghệ danh Vi Hoa là nữ ca sĩ nhạc nhẹ, sĩ quan quân đội Việt Nam với quân hàm Đại tá. Bà được phong danh hiệu Nghệ sĩ nhân dân năm 2015.

## Tiểu sử
Vi Thị Hoa sinh năm 1965, là người dân tộc Thái tại Mộc Châu, Sơn La. Cha của bà là nghệ nhân Vi Trọng Liên - một nhà nghiên cứu văn hóa dân gian của tỉnh Sơn La. Từ nhỏ, Vi Hoa đã bộc lộ khả năng ca hát, được sự động viên của cha mẹ, Vi Hoa tham gia các đội văn nghệ thiếu nhi của địa phương. Học hết cấp 3, năm 1983 bà thi đỗ vào Trường Đại học Văn hóa Hà Nội, khoa Quản lý văn hóa.

## Sự nghiệp
Năm 1985, tại Hội diễn văn nghệ sinh viên toàn quốc, Vi Hoa đã dành được Huy chương Vàng. Bà tham gia tốp nhạc sinh viên đầu tiên của Thành đoàn Hà Nội. Được sự hướng dẫn của nghệ sĩ Quý Dương, nghệ sĩ trẻ Vi Hoa dần tạo dựng phong cách của mình, và bước vào con đường ca hát chuyên nghiệp. Năm 1988, bà về “đầu quân” cho Đoàn Nghệ thuật Phòng không - Không quân và giành Giải nhì tại Liên hoan Nhạc nhẹ toàn quốc năm 1989. Năm 1990 thì bắt đầu gắn bó với Đoàn Văn công Bộ đội Biên phòng.
Vi Hoa giành nhiều Huy chương vàng tại các hội thi văn nghệ toàn quốc các năm 1994, 1995, 1996 và 2000. Trong lần đầu tiên các nước trong khối ASEAN tổ chức cuộc thi “Giọng hát vàng ASEAN” vào năm 1996, Vi Hoa đã vượt qua rất nhiều nghệ sĩ đến từ các nước trong khối để giành lấy vị trí cao nhất. Trước đó, bà cũng từng giành giải “Người hát ca khúc Việt hay nhất” trong Cuộc thi nhạc thính phòng toàn quốc lần thứ nhất tại TP. Hồ Chí Minh.
Năm 2004, Vi Hoa được Bộ Quốc Phòng hỗ trợ sản xuất và phát hành album CD đầu tay Biên giới tình em. Năm 2011 và 2016, Vi Hoa lần lượt cho ra album dạng DVD vol.1 Em chọn lối này và vol.2 Biên giới tình em. Năm 2018,  Vi Hoa đã thực hiện liveshow Vi Hoa - Biên giới tình em kỷ niệm 30 năm ca hát của mình.
Năm 2020, để đánh dấu 33 năm sự nghiệp ca hát, trước khi chính thức nghỉ hưu, Vi Hoa đã kết hợp với đạo diễn Việt Hương thực hiện MV ca nhạc ấn tượng Đời lính tôi yêu. MV sử dụng ca khúc Nhà em ở lưng đồi, do nhạc sĩ Đức Trịnh sáng tác, lời của Lê Tư Minh, phần phối khí do nhạc sĩ Trần Mạnh Hùng đảm nhận.
Vi Hoa được phong tặng danh hiệu Nghệ sĩ Ưu tú năm 2001 và Nghệ sĩ Nhân dân năm 2015.

## Đời tư
Vi Hoa gặp ảo thuật gia Tuấn Phương trong một hội diễn văn nghệ, hai người kết hôn và hơn 10 năm sau mới có con là một cặp sinh đôi – một nam, một nữ.

## Giải thưởng
| Năm  | Sự kiện                                          | Giải thưởng                     | Chú thích |
| ---- | ------------------------------------------------ | ------------------------------- | --------- |
| 1985 | Hội diễn văn nghệ sinh viên toàn quốc            | Huy chương Vàng                 | [ 6 ]     |
| 1989 | Liên hoan Nhạc nhẹ toàn quốc                     | Giải nhì                        |           |
|      | Cuộc thi nhạc thính phòng toàn quốc lần thứ nhất | Người hát ca khúc Việt hay nhất | [ 5 ]     |
| 1996 | Giọng hát vàng ASEAN (lần thứ nhất)              | Huy chương Vàng                 | [ 5 ]     |

## Tác phẩm

### Album
| Năm  | Album             | Hìn thức | Chú thích   |
| ---- | ----------------- | -------- | ----------- |
| 2004 | Biên giới tình em | CD       | [ 1 ] [ 6 ] |
| 2011 | Em chọn lối này   | DVD      | [ 1 ]       |
| 2016 | Biên giới tình em | DVD      | [ 9 ]       |
| 2020 | Đời lính tôi yêu  | DVD      | [ 10 ]      |

### MV - Liveshow
| Năm  | Sản phẩm                                               | Hình thức           | Chú thích    |
| ---- | ------------------------------------------------------ | ------------------- | ------------ |
| 2018 | Biên giới hình em                                      | Liveshow            | [ 11 ] [ 7 ] |
| 2020 | Đời lính tôi yêu                                       | MV                  | [ 4 ] [ 12 ] |
| 2021 | Tình em biên cương - Tiếng hát nghệ sĩ Nhân dân Vi Hoa | Liveshow - Giao lưu | [ 13 ]       |